# Campionato mondiale per club FIVB 2018 (maschile)
Il campionato mondiale per club FIVB 2018 si è svolto dal 26 novembre al 2 dicembre 2018 a Częstochowa, Płock e Rzeszów, in Polonia: al torneo hanno partecipato otto squadre di club e la vittoria finale è andata per la quinta volta alla Trentino.

## Regolamento

### Formula
Le squadre hanno disputato una prima fase a gironi con formula del girone all'italiana; al termine della prima fase le prime due classificate di ogni girone hanno acceduto alla fase finale, strutturata in semifinali, finale per il terzo posto e finale.

### Criteri di classifica
Se il risultato finale è stato di 3-0 o 3-1 sono stati assegnati 3 punti alla squadra vincente e 0 a quella sconfitta, se il risultato finale è stato di 3-2 sono stati assegnati 2 punti alla squadra vincente e 1 a quella sconfitta.
L'ordine del posizionamento in classifica è stato definito in base a:
- Numero di partite vinte;
- Punti;
- Ratio dei set vinti/persi;
- Ratio dei punti realizzati/subiti;
- Risultati degli scontri diretti.

## Squadre partecipanti
| Squadra        | Qualificazione                              | Ultima partecipazione                  |
| -------------- | ------------------------------------------- | -------------------------------------- |
| Sada           | 1ª al campionato sudamericano per club 2018 | Campionato mondiale per club FIVB 2017 |
| Khatam Ardakan | 1ª al campionato asiatico per club 2018     | Debutto                                |
| Lube           | Wild card                                   | Campionato mondiale per club FIVB 2017 |
| Trentino       | Wild card                                   | Campionato mondiale per club FIVB 2016 |
| Asseco Resovia | Wild card                                   | Debutto                                |
| Skra Bełchatów | Squadra organizzatrice                      | Campionato mondiale per club FIVB 2017 |
| Fakel          | Wild card                                   | Debutto                                |
| Zenit-Kazan    | 1ª alla CEV Champions League 2017-18        | Campionato mondiale per club FIVB 2017 |

## Torneo

### Fase a gironi
| Girone A       | Girone B       |
| -------------- | -------------- |
| Lube           | Sada           |
| Skra Bełchatów | Khatam Ardakan |
| Fakel          | Trentino       |
| Zenit-Kazan    | Asseco Resovia |

#### Girone A

##### Risultati
| 26 novembre 2018 Orlen Arena, Płock Durata: 1h:57 - Spettatori: 2 074 | Skra Bełchatów | 1 - 3 | Lube           | 21-25, 25-22, 21-25, 25-27        |
| 26 novembre 2018 Orlen Arena, Płock Durata: 2h:23 - Spettatori: 1 892 | Zenit-Kazan    | 2 - 3 | Fakel          | 23-25, 28-26, 25-21, 22-25, 11-15 |
| 27 novembre 2018 Orlen Arena, Płock Durata: 2h:25 - Spettatori: 1 311 | Lube           | 3 - 2 | Zenit-Kazan    | 20-25, 25-22, 24-26, 25-23, 19-17 |
| 27 novembre 2018 Orlen Arena, Płock Durata: 2h:40 - Spettatori: 1 603 | Fakel          | 3 - 2 | Skra Bełchatów | 23-25, 27-29, 30-28, 25-21, 21-19 |
| 29 novembre 2018 Orlen Arena, Płock Durata: 1h:12 - Spettatori: 1 547 | Fakel          | 0 - 3 | Lube           | 17-25, 18-25, 19-25               |
| 29 novembre 2018 Orlen Arena, Płock Durata: 1h:43 - Spettatori: 2 600 | Skra Bełchatów | 1 - 3 | Zenit-Kazan    | 16-25, 25-17, 27-29, 21-25        |

##### Classifica
| Pos | Squadra        | Pt | G | V | P | SV | SP | Ratio | PF  | PS  | Ratio |
| --- | -------------- | -- | - | - | - | -- | -- | ----- | --- | --- | ----- |
| 1.  | Lube           | 8  | 3 | 3 | 0 | 9  | 3  | 3,000 | 287 | 259 | 1,108 |
| 2.  | Fakel          | 4  | 3 | 2 | 1 | 6  | 7  | 0,857 | 292 | 306 | 0,954 |
| 3.  | Zenit-Kazan    | 5  | 3 | 1 | 2 | 7  | 7  | 1,000 | 318 | 314 | 1,012 |
| 4.  | Skra Bełchatów | 1  | 3 | 0 | 3 | 4  | 9  | 0,444 | 303 | 321 | 0,943 |

#### Girone B

##### Risultati
| 26 novembre 2018 Hala Podpromie, Rzeszów Durata: 1h:08 - Spettatori: 1 200 | Trentino       | 3 - 0 | Khatam Ardakan | 25-19, 25-15, 25-19               |
| 26 novembre 2018 Hala Podpromie, Rzeszów Durata: 2h:17 - Spettatori: 2 710 | Asseco Resovia | 3 - 2 | Sada           | 23-25, 25-18, 25-23, 24-26, 17-15 |
| 28 novembre 2018 Hala Podpromie, Rzeszów Durata: 1h:55 - Spettatori: 1 300 | Sada           | 1 - 3 | Trentino       | 25-17, 26-28, 23-25, 25-27        |
| 28 novembre 2018 Hala Podpromie, Rzeszów Durata: 1h:14 - Spettatori: 2 759 | Khatam Ardakan | 0 - 3 | Asseco Resovia | 21-25, 21-25, 11-25               |
| 29 novembre 2018 Hala Podpromie, Rzeszów Durata: 1h:19 - Spettatori: 3147  | Asseco Resovia | 0 - 3 | Trentino       | 24-26, 23-25, 20-25               |
| 29 novembre 2018 Hala Podpromie, Rzeszów Durata: 1h:13 - Spettatori: 1148  | Khatam Ardakan | 0 - 3 | Sada           | 16-25, 25-27, 16-25               |

##### Classifica
| Pos | Squadra        | Pt | G | V | P | SV | SP | Ratio | PF  | PS  | Ratio |
| --- | -------------- | -- | - | - | - | -- | -- | ----- | --- | --- | ----- |
| 1.  | Trentino       | 9  | 3 | 3 | 0 | 9  | 1  | 9,000 | 248 | 219 | 1,132 |
| 2.  | Asseco Resovia | 5  | 3 | 2 | 1 | 6  | 5  | 1,200 | 256 | 236 | 1,084 |
| 3.  | Sada           | 4  | 3 | 1 | 2 | 6  | 6  | 1,000 | 283 | 268 | 1,055 |
| 4.  | Khatam Ardakan | 0  | 3 | 0 | 3 | 0  | 9  | 0,000 | 163 | 227 | 0,718 |

### Fase finale
|  | Semifinali | Semifinali     | Semifinali |                 |    | Finale | Finale         | Finale |
|  |            |                |            |                 |    |        |                |        |
|  | 1A         | Lube           | 3          |                 |    |        |                |        |
|  | 1A         | Lube           | 3          |                 |    |        |                |        |
|  | 2B         | Asseco Resovia | 1          |                 |    |        |                |        |
|  | 2B         | Asseco Resovia | 1          |                 | 1A | Lube   | 1              |        |
|  |            |                |            |                 | 1A | Lube   | 1              |        |
|  |            |                |            |                 |    | 1B     | Trentino       | 3      |
|  | 2A         | Fakel          | 1          |                 |    | 1B     | Trentino       | 3      |
|  | 2A         | Fakel          | 1          |                 |    |        |                |        |
|  | 1B         | Trentino       | 3          |                 |    |        |                |        |
|  | 1B         | Trentino       | 3          | Finale 3° posto |    |        |                |        |
|  |            |                |            |                 |    |        |                |        |
|  |            |                |            |                 |    | 2B     | Asseco Resovia | 1      |
|  |            |                |            |                 |    | 2B     | Asseco Resovia | 1      |
|  |            |                |            |                 |    | 2A     | Fakel          | 3      |

#### Semifinali
| 1º dicembre 2018 Hala Sportowa Częstochowa, Częstochowa Durata: 2h:07 - Spettatori: 3 409 | Lube  | 3 - 1 | Asseco Resovia | 29-31, 25-19, 25-14, 25-23   |
| 1º dicembre 2018 Hala Sportowa Częstochowa, Częstochowa Durata: 1h:45 - Spettatori: 3 621 | Fakel | 1 - 3 | Trentino       | 25-22, 14 - 25, 16-25, 19-25 |

#### Finale 3º posto
| 2 dicembre 2018 Hala Sportowa Częstochowa, Częstochowa Durata: 2h:01 - Spettatori: 5 366 | Asseco Resovia | 1 - 3 | Fakel | 25-19, 20-25, 23-25, 23-25 |

#### Finale
| 2 dicembre 2018 Hala Sportowa Częstochowa, Częstochowa Durata: 1h:55 - Spettatori: 5 623 | Lube | 1 - 3 | Trentino | 20-25, 25-22, 20-25, 18-25 |

## Classifica finale
| Pos | Squadre        |
| --- | -------------- |
|     | Trentino       |
|     | Lube           |
|     | Fakel          |
| 4   | Asseco Resovia |
| 5   | Sada           |
| 5   | Zenit-Kazan    |
| 7   | Khatam Ardakan |
| 7   | Skra Bełchatów |

## Premi individuali
| Premio                | Nome              | Squadra  |
| --------------------- | ----------------- | -------- |
| MVP                   | Aaron Russell     | Trentino |
| Miglior palleggiatore | Simone Giannelli  | Trentino |
| Miglior opposto       | Cvetan Sokolov    | Lube     |
| Miglior schiacciatore | Uroš Kovačević    | Trentino |
| Miglior schiacciatore | Dmitrij Volkov    | Fakel    |
| Miglior centrale      | Robertlandy Simón | Lube     |
| Miglior centrale      | Dragan Stanković  | Lube     |
| Miglior libero        | Jenia Grebennikov | Trentino |